# 디플루벤주론
디플루벤주론 또는 다이플루벤주론(Diflubenzuron)은 벤조일우레아 계열의 살충제이다. 이 약제는 특히 미국흰불나방, 목화바구미, 태극나방류, 그리고 다른 나방류 등의 해충을 선택적으로 방제하기 위해, 수목 병해 및 작물 병해 예찰용으로 쓰인다. 인도에서는 공중 위생 권한을 통해 모기 유충(장구벌레) 예찰을 목적으로 널리 사용되는 살유충제이다. 디플루벤주론은 WHO 살충제평가제도(WHO Pesticide Evaluation Scheme)에 등록된 약제이다.

## 작용기구
디플루벤주론의 작용기작은 해충의 체표면을 생성하는 데에 쓰이는 키틴의 합성을 저해하는 것과 연관이 있다. 해충의 유충이 이전에 형성시킨 외골격 없이 조기에 허물을 벗도록 유도해 죽음에 이르도록 하는 역할을 한다.

## 환경 독성
디플루벤주론은 미국 환경보호국(United States Environmental Protection Agency. EPA)에서 평가받아, 비발암물질로 분류되었다. 발암물질로 분류된 디플루벤주론의 대사산물인 4-클로로아닐린은 디플루벤주론을 삼킨 이후에 생성된다. 경구 투입 이후에 변환된 소량의 4-클로로아닐린은 암을 일으킬 정도로 충분한 양이 아니다.

## 상업 이용
디플루벤주론을 포함한 상업 조제법은 아뎁트(Adept)라는 상품명으로 팔리며, 비닐하우스나 온실 안에 있는 버섯파리 유충을 제거하도록 고안된 곤충생육제어제로 쓰인다. 감염된 토양에 처리하며, 한 번 처리하면 30~60일 동안 버섯파리 등의 유충을 제거할 수 있다. 그러나 특정 곤충에만 선택적으로 반응을 하게 되어 있음에도, 대부분의 수생 무척추동물에게 고독성이기 때문에 조심히 다루어야 한다. 성충에 대해서는 독성 효과가 없으며, 유충에게만 작용한다. 디플루벤주론은 등대풀속과 특정 베고니아 종류, 특히 포인세티아, 히비스커스 그리고 베고니아 등의 식물에서 심각한 경엽 상처를 유발할 수 있기 때문에 이런 류의 식물들에게는 처리하지 말아야 한다.
디플루벤주론은 낙농업에서도 쓰이는 살유충제이다. 비질란테라는 이름으로 판매 중인 이 제품은 한 회 분으로 제조되어 벌레의 개체수를 조절하는 데 사용된다.